# Перечинський лісохімічний комбінат

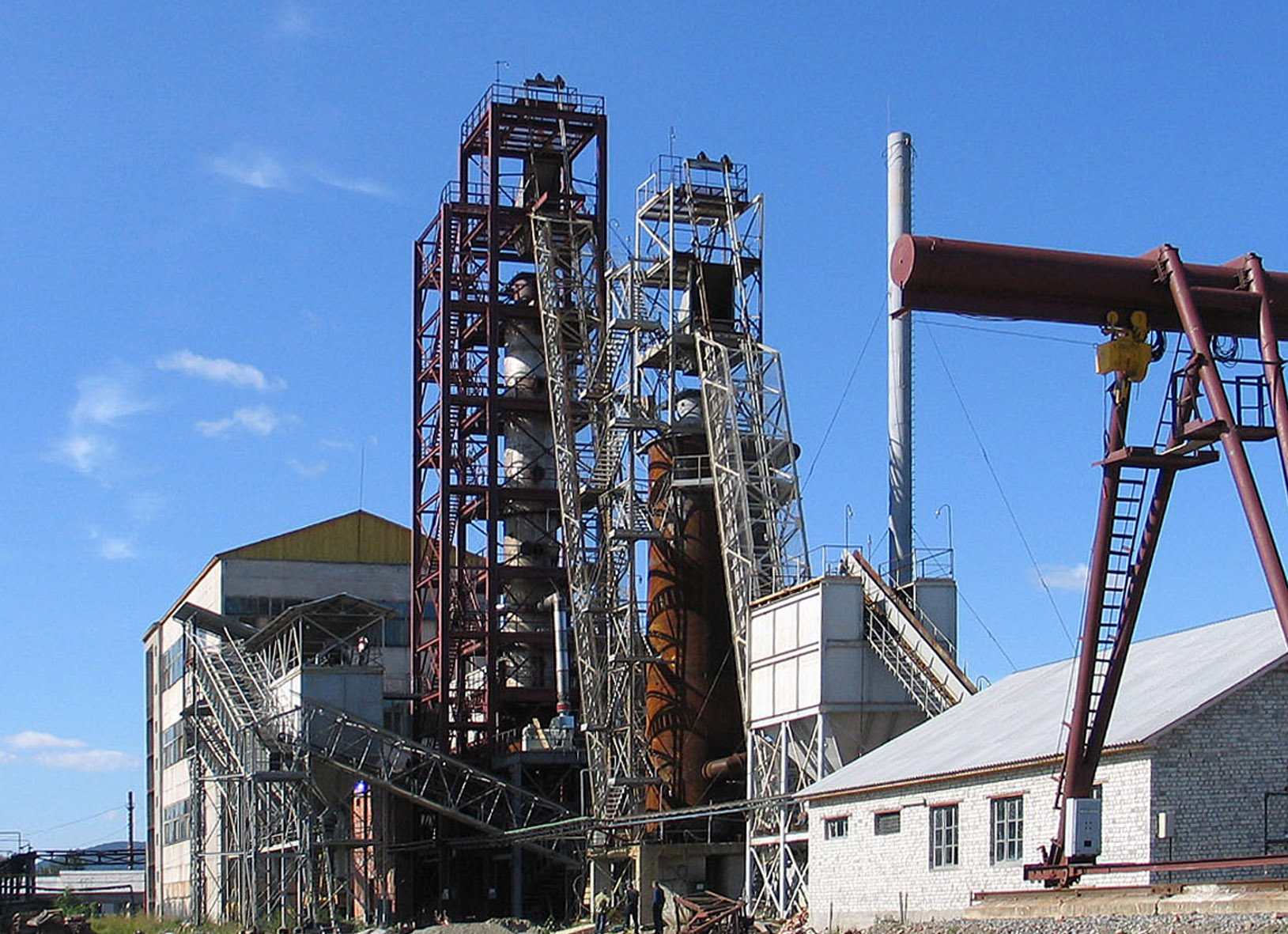
Комбінат у 2004 році.

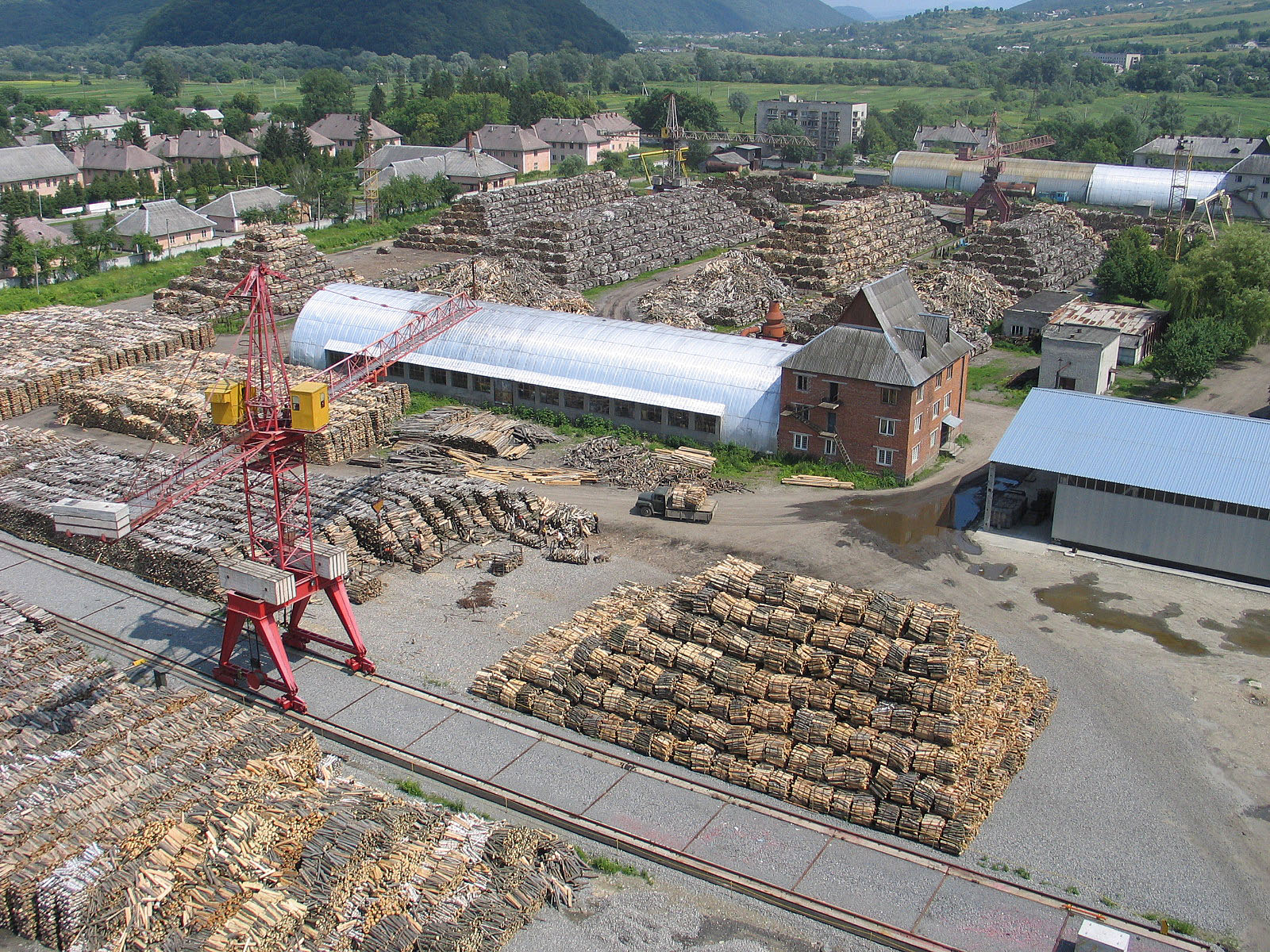
Склад деревини.

ТДВ «Перечинський лісохімічний комбінат» — підприємство лісохімічної промисловості, розташоване в місті Перечин Закарпатської області, зайняте в галузі виробництва продукції деревообробки.

## Історія
У 1893 році австро-угорським акціонерним товариством «Bantlin» в Перечині був побудований лісохімічний завод з сухої перегонки букової деревини, який c 1894 року виробляв смолу, ацетон, метиловий спирт і оцтову кислоту. Після того, як на початку XX століття тут була прокладена залізниця, а в Перечині - побудована залізнична станція, обсяги виробництва збільшилися. У 1903 році на заводі налічувалося 272 постійних працівника, а перед початком першої світової війни влітку 1914 року - 450 постійних і близько 200 сезонних робітників. 
У 1922—1923 роках завод був реконструйований і електрифікований (була побудована заводська електростанція, а заводські механізми перевели на електричну тягу).
27 жовтня 1944 року селище було звільнено частинами 24-ї стрілецької дивізії РСЧА і в 1945 році увійшло до складу СРСР. У січні 1945 року завод був націоналізований.
До кінця 1945 року завод почав працювати на повну потужність. У цей час чисельність працівників заводу становила 748 осіб, підприємство виробляло оцтову кислоту, спирт, ацетон і дьоготь. У 1948 році підприємство освоїло виробництво етилацетату.
Крім того, в перші повоєнні роки робітники заводу надавали активну допомогу місцевим селянам у відновленні господарства (зокрема, виділяли будівельні матеріали і побудували теплицю).
У 1957 році на заводі було освоєно виробництво карбамідоформальдегідних смол, в 1960 році - проведена повна реконструкція формалінового цеху. У початку 1962 року була введена в дію постійнодіюча реторта потужністю 75 тис. кубометрів деревини на рік (друга в СРСР), що дало можливість майже повністю механізувати трудомісткі роботи, пов'язані з виробництвом деревного вугілля, а також автоматизувати контроль над технологічним процесом. В цілому, з 1946 до 1966 року вартість валової продукції підприємства збільшилася більш ніж в 30 разів.
У 1966 році Перечинський лісохімічний завод був перейменований в Перечинський лісохімічний комбінат.
Надалі, завод був ще раз реконструйований,підприємство було газифіковано. Для робочих комбінату були побудовані два гуртожитки (на 200 осіб) та 24 житлових будинки (для 70 сімей працівників і співробітників підприємства)
У 1982 році основною продукцією комбінату були харчова і технічна оцтова кислота, деревне вугілля, формалін, етилацетат, деревна смола і коптильний препарат.
В цілому, за радянських часів комбінат був одним з найбільших підприємств селища та Перечинського району.
Після проголошення незалежності України державне підприємство було перетворено у відкрите акціонерне товариство. В умовах економічної кризи 1990-х років обсяги виробництва скоротилися. У 1998 році власником контрольного пакета акцій комбінату стала група промислових і комерційних підприємств ВАТ "Поліпром".
У грудні 2000 року після кількох років простою відновив роботу піролізний цех лісокомбінату .
У 2004 році запущено другу реторту, що збільшило потужність виробництва деревного вугілля до 25 000 тон на рік. 
У 2006 році комбінат виробив 13 482,5 тонн карбамідоформальдегідних смол, 18 297,9 тонн етилацетату та 19 833,2 тонн деревного вугілля.
Перше в Україні підприємство, яке сертифіковане згідно з системою сталого лісоуправління FSC
2008 — отримана Сертифікація системи менеджменту якості згідно з високими міжнародними  вимогами ISO 9001:2001 
Надалі, комбінат був реорганізований у товариство з додатковою відповідальністю.
2011 — підтведження високих соціальних норм праці згідно з BSCI.	
Станом на початок квітня 2014 року комбінат був найбільшим діяльним підприємством на території Перечинського району і єдиним виробником етилацетату на території України
2017 — встановлена нова система очищення води  та проходження аудиту згідно з новими вимогами ISO 9001:2015.

## Сучасний стан
Сьогодні Перечинський лісохімічний комбінат входить в трійку найбільших виробників деревного вугілля Європи  та займає 5% частки європейського ринку. Продукція заводу продається на полицях найбільших мереж супермаркетів, зокрема «Tesco», «Ahold», «Lidl», «Carrefour».
У 2019 році отримана сертифікація найбільшої в світі системи сталого управління лісами, перша в Україні серед виробників деревного вугілля.
В Україні деревновугільна продукція заводу продається під торговою маркою «Grilly».
Комбінат є найбільшим виробником етилацетату в Україні. Етилацетат, виробництва ПЛХК, постачається більш ніж в 10 європейських країн, та використовується провідними європейськими компаніями хімічної промисловості, фармацевтики та друкарства. 
Карбамідо формальдегідні смоли (КФС)  служать основою для виробництва плит ДСП, ДВП, фанери для українських та європейських виробничих площадок відомих світових виробників лісо обробної галузі. Вироблені смоли є малотоксичні, характеризуються зниженим вмістом вільного формальдегіду. Фанера, ДСП та інші вироби , отримані з використанням даних смол,  відповідають класу емісії Е-0, Е-0,5, Е-1
Якість продукції, система управління, високі соціальні норми та дотримання всіх європейських екологічних вимог перевірені та нагороджені наступними сертифікатам BSCI, REACH, ISO, PEFC.